# 京都高速道路

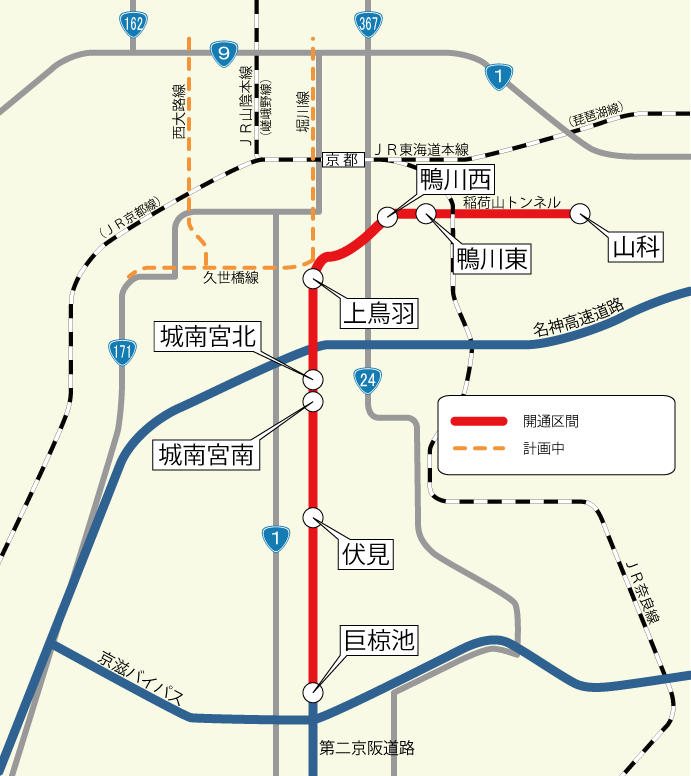
ルート図（2008年時点）

京都高速道路（きょうとこうそくどうろ、Kyoto Expressway）は京都府京都市内で計画される都市高速道路。地域高規格道路の計画路線に指定された自動車専用道路であり、一部が供用されている。

## 概要
5つの路線（新十条通・油小路線・久世橋線・堀川線・西大路線）により構成される。このうち、新十条通および油小路線（後述）については阪神高速道路公団により事業化され、京都市などから公団への出資も得て、1995年から建設がおこなわれた。なお、2005年10月1日の同公団民営化により事業主体が阪神高速道路株式会社に移行しているほか、民営化にあたって上下分離方式がとられたことにより、インフラ部分の保有および債務は日本高速道路保有・債務返済機構に承継されている。
2008年には油小路線のうち斜久世橋区間以外の区間および新十条通の全線、2011年には油小路線のうち斜久世橋区間が、阪神高速8号京都線として供用を開始した。
2019年4月1日に鴨川東出入口以西（油小路線）が阪神高速道路から西日本高速道路に移管されて第二京阪道路に編入され、山科出入口 - 鴨川東出入口間（新十条通）は京都市へ移管されて、無料開放となった。

## 路線（供用中）

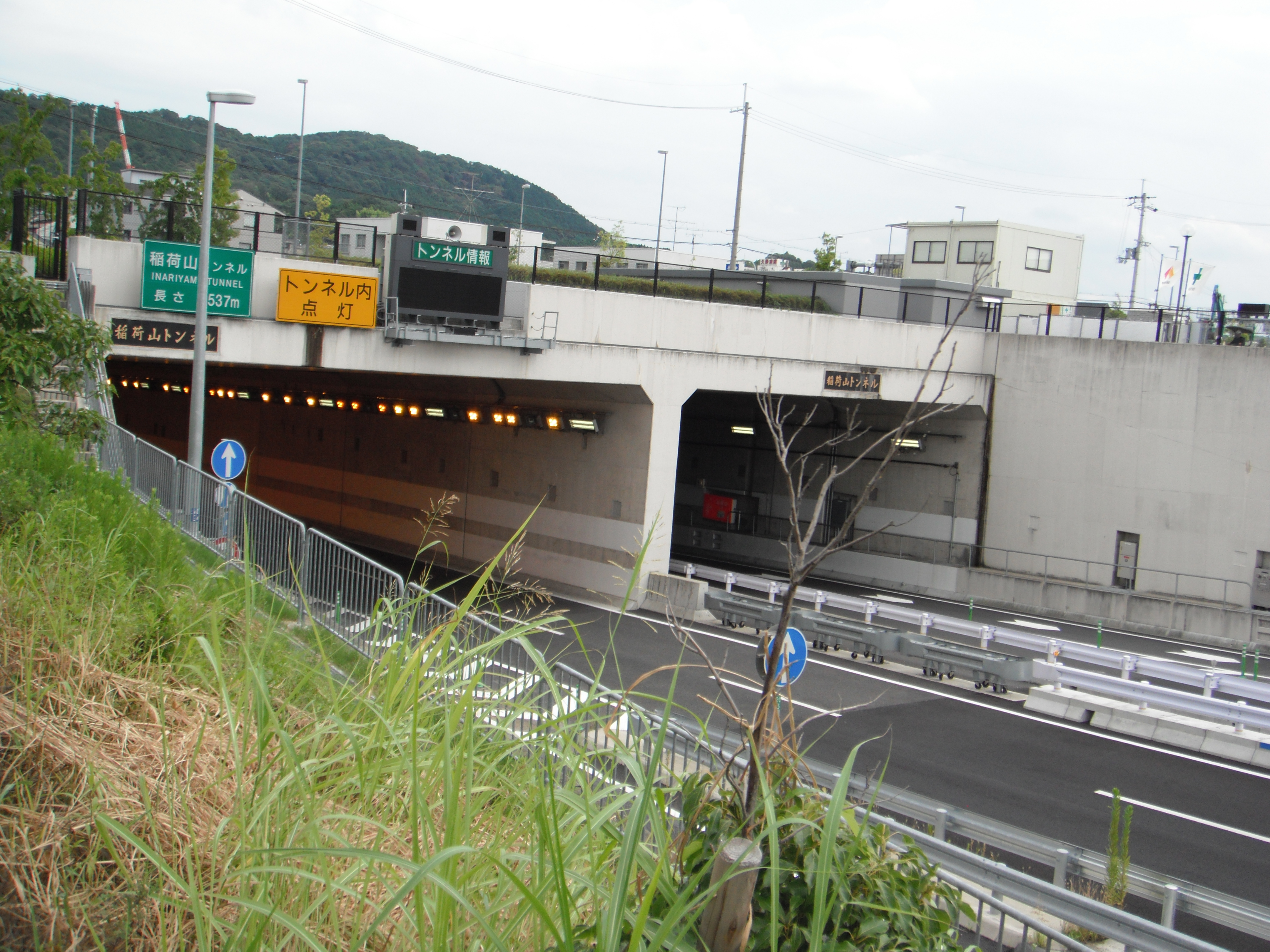
稲荷山トンネル（伏見区側から撮影）

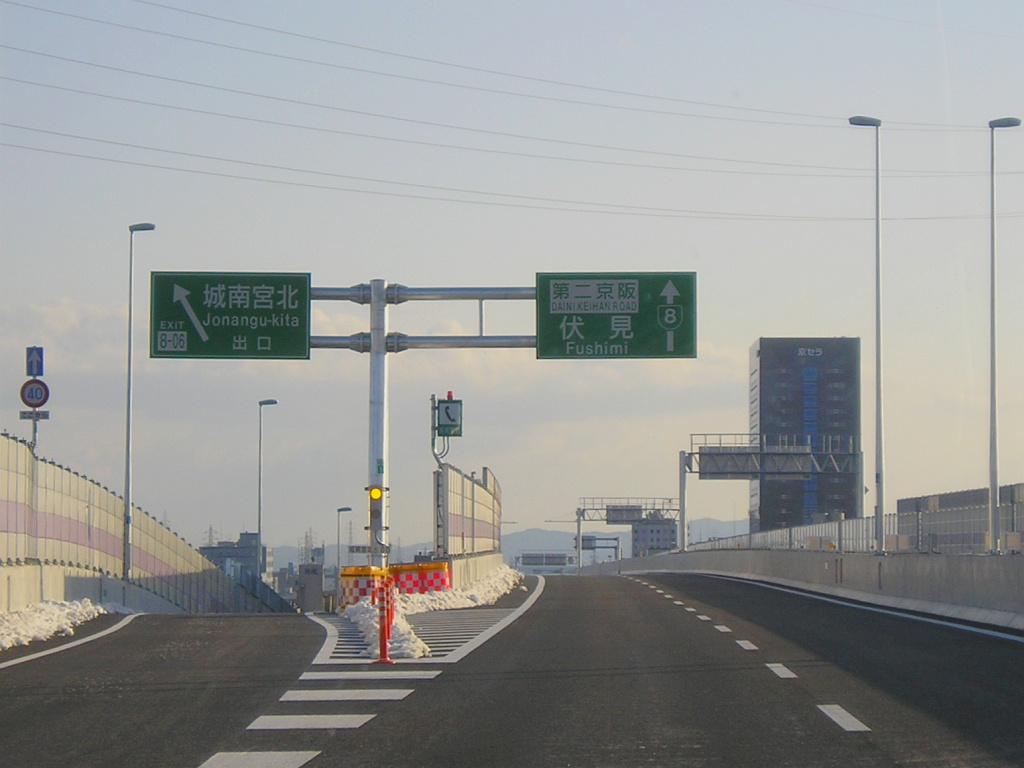
既開通区間の様子（油小路線、下り線城南宮北IC付近）

### 新十条通
京都市山科区西野山桜ノ馬場町から伏見区深草西川原町までの延長2,840メートル、代表幅員18（=9×2）メートル、4車線の京都市が管理する自動車専用道路（無料）である。稲荷山の直下を稲荷山トンネルでつらぬき、京都盆地と山科盆地を直結する。都市計画道路としての番号・路線名は「1・4・3 新十条通」で、1987年8月に都市計画決定され、計画の最終変更日は2003年9月2日である。
同路線は1995年に阪神高速道路公団（のちの阪神高速道路株式会社）を事業主体として着工され、2008年6月1日に新十条通全線が阪神高速8号京都線の一部（山科出入口 - 鴨川東出入口間）として供用を開始した。その後2019年4月1日に阪神高速道路株式会社から京都市に管理が移管され、無料開放された。なお、この路線の東側に直結する山科区内の一般道路にも「新十条通」の愛称がもちいられている。
道路法上の認定路線名は、京都市道京都高速道路1号線である。延長は3,766.6メートル（起点：山科区西野山桜ノ馬場町144番地の3地先 - 終点：東山区福稲柿本町31番地の6地先）である。

### 油小路線
新十条通との接続点（京都市伏見区深草西川原町）から、鴨川右岸の斜久世橋区間を経て、伏見区を南北方向にほぼ直線状に通過し伏見区向島大黒に至る、延長約7.3キロメートルの自動車専用道路である。2008年1月19日に斜久世橋区間以外の区間（上鳥羽出入口以南の5.5キロメートル）が阪神高速8号京都線の一部として開通し、2011年3月27日には斜久世橋区間（鴨川東出入口 - 上鳥羽出入口間の1.9キロメートル）が阪神高速8号京都線の一部として供用を開始した。2019年4月1日に阪神高速道路株式会社から西日本高速道路株式会社に管理が移管され、第二京阪道路（専用部）の一部として編入された。
都市計画道路としては、以下の2路線および後述する「1・4・9 久世橋線」の一部からなる。
- 油小路線
  - 番号：1・4・7
  - 延長：4,480メートル（外環下三栖交差点以北）
  - 代表幅員：18メートル
  - 計画の最終変更日：2020年（令和2年）12月7日
- 京都大阪線
  - 番号：1・4・2
  - 市域内延長：2,000メートル（外環下三栖交差点以南）[注釈 2]
  - 代表幅員：18.5メートル
  - 計画の最終変更日：2002年（平成14年）2月19日

道路法上の認定路線名は、京都市道京都高速道路2号線であったが、2019年に移管されて第二京阪道路（専用部）の一部となったことから、道路管理者が国土交通省となって京都市道ではなくなっており、路線名も一般国道1号（油小路線）に変更されている。インフラ部分の保有および債務は日本高速道路保有・債務返済機構が保有する。

## 路線（未供用）

### 久世橋線
都市計画道路としての「1・4・9 久世橋線」は、新十条通鴨川付近を起点に、鴨川右岸に沿って進み、久世橋通を経て桂川を横断し、久世橋付近に至る、代表幅員18メートルとして計画される延長4,510メートルの自動車専用道路である。同路線は1993年（平成5年）3月16日に都市計画決定され、計画の最終変更日は2007年（平成19年）4月13日である。
京都高速道路の路線計画としての「久世橋線」は、油小路線の一部として供用されている斜久世橋区間の西端にあたる上鳥羽インターチェンジ（南区）近傍に設置する「久世橋ジャンクション」から、同区久世橋付近の国道171号に至る、延長は3.1キロメートルの道路となっている。京都市西部から各地への交通を担うとともに、当道路の西大路線と各路線を接続する役割ももつ。事業化はなされておらず事業主体も決定していない。
久世橋線からさらに地域高規格道路候補路線京阪連絡道路として大阪の阪神高速5号湾岸線中島PA付近までつなげる構想もあった。

### 堀川線
下京区の五条通・堀川通付近から南下し、南区の十条通の南から高架となって第二京阪道路上鳥羽インターチェンジ近傍に設置する「久世橋ジャンクション」で油小路線・久世橋線に合流するとされている代表幅員9メートル、南行一方通行として計画される延長3,690メートルの自動車専用道路であり、都市計画道路としての番号・路線名は「1・6・6 堀川線」である。同路線は1993年（平成5年）3月16日に都市計画決定された。北行一方通行として計画される西大路線とあわせて京都市街地と同市南部および各接続道路との間の交通を担う。ほぼ全線地下構造での建設が構想されているが、事業化はなされておらず事業主体も決定していない。

### 西大路線
南区で久世橋線（吉祥院付近）から分岐し、西高瀬川沿いに北上し十条通の南から地下となり、西大路通に沿って地下構造で中京区の五条通付近に至る、代表幅員9メートル、北行一方通行として計画される延長3,950メートルの自動車専用道路であり、都市計画道路としての番号・路線名は「1・6・8 西大路線」である。同路線は1993年（平成5年）3月16日に都市計画決定された。南行一方通行として計画される堀川線とあわせて京都市街地と同市南部および各接続道路との間の交通を担う。ほぼ全線地下構造での建設が構想されているが、事業化はなされておらず事業主体も決定していない。

## 未供用路線の事業見直し
未供用の久世橋線、堀川線、西大路線については、都市計画決定以降の社会変化などを理由に、抜本的な見直しに向けて検討が行われてきた。京都市役所では、京都高速道路検証専門委員会が2012年10月4日、2013年2月1日、2014年1月7日と重ねられた後、2016年5月19日に意見書が作成され、これら3路線の整備の効果は限定的であることが示された。他方で、同意見書では堀川通のJR線との交差部分がボトルネック状態となっていることが指摘され、南北交通について3路線の整備以外の枠組みでの道路整備が模索される。
堀川通の整備はこの後、高規格道路として計画段階評価着手に向けた調査の対象となり、国会議員と地方議員による堀川バイパス整備促進議員連盟が設立された。都市計画に残る京都高速道路及び関連路線については、国による堀川通の整備に併せて廃止手続が進められる。

## 沿革
- 1987年8月 - 新十条通の都市計画が決定する[4]。
- 1993年
  - 3月16日 - 油小路線・久世橋線・堀川線・西大路線の都市計画が決定する[15][1]。
  - 10月 - 新十条通の事業主体に阪神高速道路公団が決定される。
- 1995年3月 - 新十条通が着工される。
- 1999年10月 - 油小路線の事業主体に阪神高速道路公団が決定される。
- 2000年1月 - 油小路線のうち斜久世橋区間以外の区間が着工される。
- 2006年3月 - 油小路線のうち斜久世橋区間の事業区分が見直され、京都市との合併施行方式に変更される。
- 2007年8月 - 新十条通・油小路線の営業路線名称および出入口名称が決定する。
- 2008年
  - 1月19日 - 油小路線のうち斜久世橋区間以外の区間が、阪神高速8号京都線として供用を開始する。
  - 6月1日 - 新十条通の全線が、阪神高速8号京都線として供用を開始する。
  - 11月 - 油小路線のうち斜久世橋区間が着工される。
- 2011年3月27日 - 油小路線のうち斜久世橋区間が、阪神高速8号京都線として供用を開始する。
- 2019年4月1日 - 新十条通（阪神高速8号京都線山科出入口 - 鴨川東出入口間）が京都市へ移管され、稲荷山トンネル無料開放[16]。油小路線（阪神高速8号京都線鴨川東出入口以南）が阪神高速道路から西日本高速道路へ移管され、同線は第二京阪道路（専用部）に編入[17]。